# Valentia Island
Valentia Island (in irlandese Oilean Dairbhre), in italiano anche Valenza, è un'isola irlandese al largo delle coste del Kerry, cui è collegata, data la esigua lontananza, da un ponte che parte da Portmagee, oltre che la terra abitata più occidentale d'Europa (se si esclude l'Islanda). Oltre che attraverso il ponte, è raggiunta da traghetti che salpano da Reenard Point a Knightstown, il centro principale dell'isola. Altro abitato è Chapelstown, situato approssimativamente al centro, sulla strada principale.
L'isola è delimitata dal Canale di Portmagee a sud, il Valentia Harbour ad est e nella costa restante dall'Oceano. Nell'Harbour è presente un'isola più piccola, Church Island. Il territorio è poco più che pianeggiante, si innalza solo in certi punti ma per un'altitudine massima, precisamente vicino alle scogliere di Fogher, di 268 metri. I punti estremi dell'isola sono Capo Bray ad ovest, Capo Beennakryraka a nord-ovest, Reenadroulan Point a nord e Knighstown ad est.
La popolazione stabile di Valentia è composta da 650 abitanti che abitano in un territorio lungo 11 km e largo circa 3, per una superficie di circa 33 km².

## Informazioni
Valentia è stata il terminale orientale della prima connessione telegrafica transatlantica, installata nel 1857 e che ha operato fino 1966.
Nel nord-ovest dell'isola è situata la modesta Glanleam House, conosciuta per i suoi giardini sub-tropicali; protetti da alberi disposti in fila per proteggerli dai forti venti atlantici e mai colpiti dal freddo, questi spazi verdi prosperano nel microclima più mite d'Irlanda. A partire dal 1830, Sir Peter George Fitzgerald, il 19° Cavaliere del Kerry (1808 – 1880)  Archiviato il 27 settembre 2007 in Internet Archive., organizzò questi giardini e li riempì con una collezione unica di piante rare ed esotiche dell'emisfero meridionale, cresciute solitamente sottovetro nelle isole britanniche. I giardini sono disposti in modo tale da consentire passeggiate gradevoli, mentre le piante vengono dal Sud America, l'Australia, la Nuova Zelanda (il più alto albero di felce in Europa), Cile e Giappone.
Altre attrattive dell'isola sono una grotta con una statua della Madonna, in una vecchia cava dalla quale fu estratta la roccia che venne impiegata per la costruzione delle Houses of Parliament di Londra. Altro luogo interessante è l'Heritage Centre che racconta il patrimonio geologico, umano, naturale, industriale e storico dell'isola, con la stazione telegrafica, la stazione radio marittima e la Lifeboat (scialuppa di salvataggio) RNLI.  Originariamente situata sull'isola era anche la Valentia Weather Station, una delle vecchie 12 stazioni meteorologiche britanniche che fornivano dati alla BBC, oggi spostata in un luogo non lontano da Cahersiveen.
Nel 1993, uno studente di geologia scoprì delle impronte fossili di un tetrapode, tracce lasciate allora su fango e oggi ricavate da rocce del periodo Devoniano, su una zona rocciosa della costa. Circa 385 milioni di anni fa, un vertebrato primitivo passò lungo un tratto fangoso di una zona equatoriale, oggi parte del sud-ovest irlandese a causa dei movimenti geologici. Soltanto la copertura da parte di altre rocce durante i millenni ne hanno preservato la testimonianza, che rimane ad oggi la più vecchia di un vertebrato sulla terra.
Panoramica di Valentia Island
Veduta dell'intera isola dalle coste del Kerry.